# Lindemolen
De Lindemolen is een voormalige windmolen in de tot de West-Vlaamse gemeente Ledegem behorende plaats Sint-Eloois-Winkel, die was gelegen aan de Tuileboomstraat.
Deze standerdmolen van het open type fungeerde als korenmolen.

## Geschiedenis
Deze molen werd vermoedelijk in 1720 of 1726 gebouwd te Emelgem. Na de Eerste Wereldoorlog werd de molen verkocht en werd in 1920 herplaatst in Sint-Eloois-Winkel. In 1940 werd de molen door beschietingen zwaar beschadigd, maar hersteld. Tot 1958 was hij in bedrijf. In 1961 werd hij aangekocht door de gemeente en in 1966-1967 gerestaureerd. Tijdens een wervelstorm op 3 juni 1971 waaide hij echter om en werd verwoest. Hoewel de bruikbare onderdelen werden opgeslagen kwamen plannen tot herbouw, onder meer aan de Muizelstraat langs de snelweg, niet van de grond.
- Inventaris van het Bouwkundig Erfgoed (Vlaanderen): 200679